# Melinnacheres ergasiloides
Melinnacheres ergasiloides is een eenoogkreeftjessoort uit de familie van de Saccopsidae. De wetenschappelijke naam van de soort is voor het eerst geldig gepubliceerd in 1870 door Sars M..